# Cheryl Kernot
Cheryl Kernot (* 5. Dezember 1948 in Maitland, New South Wales) ist eine australische Politikerin.

## Biografie
Kernot, die als Lehrerin tätig war, begann ihre politische Laufbahn 1979 mit dem Beitritt zu den Australian Democrats (AD), der erst 1977 gegründet wurden. In einer Rede vor der Australischen Föderation von Hochschulabsolventinnen in Brisbane nannte sie als Grund für ihre Mitgliedschaft, dass die AD aus ihrer Sicht von Beginn an wegen der parteiinternen Strukturen, der Jugend der Parteimitglieder, der Ungebundenheit zu Gewerkschaften, Wirtschaft oder Landwirtschaftsorganisationen sehr attraktiv für Frauen war. 1986 war sie Repräsentantin der AD bei einem Austauschprogramm junger Politiker mit den USA.
Nachdem sie bereits dreimal erfolglos kandidiert hatte, wurde sie schließlich 1990 zum Mitglied des Senats gewählt. 1993 war sie dabei maßgeblich an der historisch erfolgreichen Verabschiedung des Gesetzes über Native Titles (Landbesitz- und Nutzungsrechte, Mabo Legislation) beteiligt, nachdem sie im Hintergrund als Vermittlerin der Interessen von Regierung, unabhängigen Vertretern des Senats sowie der Interessenvertretungen der Aborigines gewirkt hatte.
Im Mai 1993 wurde sie schließlich selbst Vorsitzende der AD, nachdem sie zuvor in einer Urwahl von 81 Prozent der Mitglieder der AD gewählt und bald zur populärsten Vorsitzenden aller australischen politischen Parteien wurde. Zugleich war sie Führerin (Leader) der AD im Senat. 1994 gab sie einen Kalender für das Jahr 1995 heraus, in dem sie unter der Rubrik "Stärke und Mut" selbst Miss April war und mit dem Kalender die Hoffnung ausdrücken wollte, dass Erfolg und Inspiration nicht synonym mit Berühmtheit und Wohlstand seien. Dabei berief sie sich auch auf ein Zitat von Emily Pankhurst:
"Frauen werden nur dann wahrhaftig erfolgreich sein, wenn niemand überrascht ist, dass sie erfolgreich sind."
Sie konnte gut mit den Medien umgehen, und ihr gelang es, bei den nächsten Wahlen 1996 das dritte zweistellige Ergebnis für die Demokraten einzufahren.
Kernot, die, wie später bekannt wurde, eine private Affäre mit dem vormaligen Labor-Außenminister und seinerzeitigen Schattenminister Gareth Evans unterhielt, trat letztlich 1997 selbst zu Labor, und damit den "Bastards", über. Es wurde dabei spekuliert, dass ihr ein Ministeramt versprochen wurde. Ihr gelang es auch knapp, bei den Wahlen im Oktober 1998 einen Sitz im Repräsentantenhaus für Labor im Wahlkreis Dickson zu gewinnen. Die Labor Party blieb aber in Opposition und sie dadurch lediglich selbst Schattenministerin für Erziehung. Kernot verlor bei der nächsten Wahl im November 2001 ihren Sitz im Bundesparlament wieder, womit ihre politische Karriere endete. 2002 trat sie aus der Labor Party aus.
Nach ihrem Ausscheiden aus der Politik war sie zunächst Programmdirektorin eines Sozialen Entwicklungsprogramms für Krankenpflege an der Saïd Business School der University of Oxford. Zurzeit ist sie Direktorin für Unterricht und Lehre am Zentrum für soziale Auswirkungen an der University of New South Wales.